# La valle degli eroi
La valle degli eroi è un romanzo fantasy del 2009 scritto da Jonathan Stroud, conosciuto per la sua tetralogia di Bartimeus. Il titolo originale in inglese è Heroes of the Valley.

## Trama
Dodici casate nobili discendenti dai dodici eroi fondatori delle Case, vivono isolate in una larga valle, attraversata da un fiume, circondata da una catena montuosa e dal mare. Salire sui monti è proibito: là, seppelliti in dei tumuli di pietra, risiedono le spoglie degli antichi fondatori delle casate e di tutti gli altri abitanti della valle. Halli, un principe della casata Svein, vuole diventare un eroe come il suo antenato Svein, di cui fin da piccolo sente narrare le gesta e tenta di emulare. È piccolo, un po' grassoccio ed ha la tendenza a combinare guai. Poco prima di uno dei periodici banchetti a cui partecipano tutte e dodici le casate e che quell'anno si svolge nella sua Casa, gioca un brutto scherzo a suo fratello Leif, principe ereditario, che lo insegue distruggendo ogni cosa sulla sua strada. Per punizione, Halli è costretto a non partecipare al banchetto a cui smaniava tanto di andare. Quindi, durante il banchetto, egli vaga intorno alla Casa ed incontra Aud, primogenita della casata di Arne, in un meleto. Subito stringono amicizia, ma, mentre rientrano, vengono separati da Ragnar, Principe ereditario della casata degli Hakon. Ragnar, scambiando Halli per un servo, lo manda a prendere della birra, che però egli mischia con del liquido usato per conciare le pelli, facendo ammalare Hakon e i suoi amici. Per ristabilire l'onore della casa e lasciar cadere l'accusa di avvelenamento, Ragnar, insieme a suo padre Hord e lo zio Olaf. Il banchetto procede bene fino a che non scoppia una discussione fra Hord e Olaf contro Bromir, zio di Halli, litigio che sembra avere delle basi che affondano nel passato. Conclusosi il banchetto tutti vanno a dormire, ma Halli si sveglia ed esce in cortile e lì vede Olaf, insieme a Hord e Ragnar, che, continuando il litigio con Bromir, dopo vari insulti da ambo le parti, lo uccidono poi lasciano la casa in tutta fretta e la casa, dopo aver saputo l'assassinio da Halli si prepara a fare causa alla casata Hakonsson. Ma Halli, vedendo che l'omicidio di Bromir era stato visto come un modo per acquisire terra, scappa di casa dopo aver rubato un pugnale e la famosa cintura di Svein, fatta d'argento. Durante il viaggio verso la Casa di Hakon, che si trova in riva al mare, vive varie avventure, fra cui l'incontro con un ladro che prova ad ucciderlo con un presunto artiglio di Trow, una famigerata creatura che è il motivo per cui esistono i tumuli sulle colline e la gente non può attraversarli: nell'antichità la valle era abitata da Trow, creature che cacciano di notte e mangiano uomini, che furono scacciati dagli eroi del passato. Il ladro cadrà in un burrone dopo aver provato ad ucciderlo, lasciandogli l'artiglio, che Halli, nonostante pensava fosse un falso, trova stranamente affilato. Alla fine, dopo aver patito fame ed essere stato scacciato e inseguito dalle vari case lungo la strada perché rubava loro del cibo, arriva alla casa di Hakon.

## Edizioni
- Jonathan Stroud, La Valle degli Eroi, traduzione di Luca Tarenzi, Salani, 2009,  p. 404, ISBN 978-88-6256-025-2.